# Manuae (Polinezja Francuska)
Manuae (ang. Scilly) – mały atol na Oceanie Spokojnym, położony w archipelagu Wysp Towarzystwa.
Stanowi część rozległego terytorium Polinezji Francuskiej, należy do gminy Maupiti. Jest najdalej położonym na zachód atolem grupy Wysp Pod Wiatrem, stanowiącej część archipelagu Wysp Towarzystwa. Rozległą lagunę wewnątrz atolu otacza pierścień rafy i niewielkich wysepek; atol jest zamieszkany przez ludzi.